# Шейнбергас, Матафия Моисеевич
Матафия Моисеевич Шейнбергас или Шейнберг (лит. Matafia Šeinbergas; 17 ноября 1909, Юрбаркас — 12 сентября 2002, Торонто) — литовский шахматист, участник шахматных олимпиад 1930 и 1931 гг., учёный-медик (иммунолог, микробиолог, вирусолог).

## Биография
Родился в семье Мовши Гиршевича Шейнберга и Бейлы Йоселевны (Берты Иосифовны) Меерович. Окончил медицинский факультет Каунасского университета. В годы учёбы в Каунасе начал выступать в местных турнирах. В конце 1920-х гг. выдвинулся в число сильнейших шахматистов Литвы. Будучи сильным любителем, никогда не занимался шахматами серьёзно, что сказалось на его спортивных результатах.
В 1930 г. окончил медицинский факультет Пизанского университета.
После выступления на шахматной олимпиаде в Праге отошёл от практической игры.
Во время Гражданской войны в Испании присоединился к интернациональной бригаде. В 1939 г. попал в плен и был интернирован во Францию.
28 августа 1934 года в Ионишкелисе женился на Фане Абрам-Натановне Кац (1910—?). У них родились двое сыновей: Модест (1940) и Исай (1946, математик).
С 1941 г. служил в Красной Армии. С 1942 по 1945 гг. был врачом 16-й Литовской дивизии. Закончил войну в Берлине в звании полковника медицинской службы.
С 1945 г. жил в Вильнюсе. С 1946 по 1958 гг. был главврачом Вильнюсского детского дома.
В 1957 г. опубликовал книгу с воспоминаниями о своём участии в войне в Испании.
С 1958 по 1984 гг. работал научным сотрудником в Вильнюсском институте эпидемиологии, микробиологии и гигиены. Написал ряд научно-популярных книг и статей на тему санитарной грамотности.
В 1980 году защитил докторскую диссертацию, посвящённую роли вируса лимфоцитарного хориоменингита в пренатальной патологии человека.
В 1993 г. Шейнбергас с семьёй переехал в Канаду. По воспоминаниям сыновей, он не вернулся к шахматам, а проводил свободное время на теннисном корте.
Похоронен на еврейском кладбище в городе Ричмонд-Хилл к северу от Торонто.

## Спортивные результаты
| Год  | Город    | Соревнование                             | + | − | = | Результат | Место |
| ---- | -------- | ---------------------------------------- | - | - | - | --------- | ----- |
| 1926 | Клайпеда | Матч Клайпеда — Каунас (9-я доска)       | 2 | 0 | 0 | 2 из 2    |       |
|      | Каунас   | Турнир литовских шахматистов             |   |   |   |           | 1     |
| 1927 | Каунас   | Турнир сильнейших шахматистов Каунаса    |   |   |   | 5 из 10   | 3—4   |
|      | Каунас   | Матч Каунас — Клайпеда (5-я доска)       | 2 | 0 | 0 | 2 из 2    |       |
| 1930 | Гамбург  | III Олимпиада (сборная Литвы, 2-я доска) | 5 | 9 | 2 | 6 из 16   |       |
| 1931 | Прага    | IV Олимпиада (сборная Литвы, 2-я доска)  | 3 | 7 | 4 | 5 из 14   |       |

## Публикации
- Беседы врача о поведении детей / М. М. Шейнбергас. — М.: Учпедгиз, 1960. — 94 с.